# 玛丽亚·门德斯
玛丽亚·门德斯·费尔南德斯（西班牙語：María Méndez Fernández；2001年4月10日—），西班牙女子职业足球运动员，司职中后卫，目前效力于皇家马德里足球俱乐部和西班牙国家女子足球队。她曾代表西班牙参加2024年夏季奥林匹克运动会女子足球比赛。